# مدرسة رئيس الأساقفة ألتر الثانوية
مدرسة رئيس الأساقفة ألتر الثانوية (بالإنجليزية: Archbishop Alter High School)‏، المعروفة أيضًا باسم مدرسة ألتر الثانوية، هي مدرسة ثانوية كاثوليكية في كيترينج، أوهايو، الولايات المتحدة . تديرها أبرشية الروم الكاثوليك في سينسيناتي وسميت على اسم رئيس الأساقفة كارل جوزيف ألتر.

## خريجون متميزون
- كونور بازلاك - لاعب كرة قدم (NCAA)
- كريس بورلاند - لاعب كرة قدم (اتحاد كرة القدم الأميركي)
- ديفيد برادلي - مخترع تركيبة لوحة المفاتيح كنترول–ألت–ديليت
- ميغان كورتني - لاعب كرة طائرة
- ايمي فيرجسون - ممثلة
- جيف جراهام - لاعب كرة قدم (اتحاد كرة القدم الأميركي)
- تيموثي كيتنغ - أميرال متقاعد، بحرية الولايات المتحدة
- راندي لين - هواة منخفض، بطولة أمريكا المفتوحة عام 1996
- هولي مانجولد - رافع الأثقال الأولمبي
- نيك مانجولد - لاعب كرة قدم، نيويورك جيتس ( اتحاد كرة القدم الأميركي)
- ستيف مارتينو - مخرج (عصر الجليد: انجراف القارات وهورتون يسمع من!)
- جيم باكسون - لاعب كرة سلة ومدير عام ( الدوري الاميركي للمحترفين)
- جون باكسون - لاعب كرة سلة ومدير عام ( الدوري الاميركي للمحترفين)
- جيف ريبوليت - لاعب بيسبول (MLB)
- مادلين روجيرو - أول رئيسة لبلدية نوكسفيل، تينيسي
- ستيفن سكيا - منتج وكاتب
- جو ثوني - لاعب كرة قدم، كانساس سيتي تشيفز (اتحاد كرة القدم الأميركي)
- مالك زائير - لاعب كرة قدم (NCAA)